# Marina Gilardoni
Marina Gilardoni (Goldingen, 4 de marzo de 1987) es una deportista suiza que compitió en skeleton.
Ganó una medalla de plata en el Campeonato Mundial de Skeleton de 2020 y dos medallas en el Campeonato Europeo de Skeleton, plata en 2020 y bronce en 2016.

## Palmarés internacional
| Campeonato Mundial | Campeonato Mundial   | Campeonato Mundial | Campeonato Mundial |
| Año                | Lugar                | Medalla            | Prueba             |
| ------------------ | -------------------- | ------------------ | ------------------ |
| 2020               | Altenberg (Alemania) | Medalla de plata   | Individual         |
| Campeonato Europeo |                      |                    |                    |
| Año                | Lugar                | Medalla            | Prueba             |
| 2016               | Sankt Moritz (Suiza) | Medalla de bronce  | Individual         |
| 2020               | Sigulda (Letonia)    | Medalla de plata   | Individual         |